# Kapliczka w Popardowej
Kapliczka w Popardowej – kapliczka ufundowana przez Błażeja Kulpę we wsi Popardowa w 1857 roku.
Kapliczka jest konstrukcją naziemną i ma formę domku. Centrum wnętrza stanowi obraz Matki Boskiej Częstochowskiej znajdujący się nad małym ołtarzykiem na którym widnieje malowidło nieznanego artysty. Przedstawia ono ofiarę składaną przez Noego Bogu, po opadnięciu wód Potopu. Widniejąca tęcza jest znakiem przymierza między Bogiem a ludźmi.